# Wereldkampioenschappen triatlon lange afstand 1994
Het Wereldkampioenschap triatlon lange afstand 1994 vond plaats op 26 juni in het Franse Nice. De wedstrijd ging over 4 km zwemmen, 120 km fietsen en 32 km hardlopen. Bij de mannen ging de overwinning naar de Nederlander Rob Barel, die in 5:59.47 over de finish kwam. De Franse Isabelle Mouthon-Michellys schreef de wedstrijd op haar naam in 6:41.50. Hiermee had zij meer dan een kwartier voorsprong op de nummer twee Karen Smyers uit de Verenigde Staten.

## Uitslagen

### Mannen
| rang   | naam               | land | tijd    |
| ------ | ------------------ | ---- | ------- |
| Goud   | Rob Barel          | NED  | 5:59.47 |
| Zilver | Lothar Leder       | GER  | 6:00.18 |
| Brons  | Yves Cordier       | FRA  | 6:03.09 |
| 4      | Holger Lorenz      | GER  | 6:04.14 |
| 5      | Thomas Hellriegel  | GER  | 6:07.50 |
| 6      | Eimert Venderbosch | NED  | 6:08.59 |
| 7      | Pierre Houseaux    | FRA  | 6:13.28 |
| 8      | Olivier Bernard    | SUI  | 6:14.55 |
| 9      | Stefan Holzner     | GER  | 6:15.23 |
| 10     | Dave Scott         | USA  | 6:15.37 |
| 36     | Guido Gosselink    | NED  | 6:39.17 |

### Vrouwen
| rang   | naam                       | land | tijd    |
| ------ | -------------------------- | ---- | ------- |
| Goud   | Isabelle Mouthon-Michellys | FRA  | 6:41.50 |
| Zilver | Karen Smyers               | USA  | 6:57.21 |
| Brons  | Lydie Reuze                | FRA  | 7:01.17 |